# صالح محمد کاظم
صالح محمد کاظم (عربی: صالح محمد كاظم؛ زادهٔ ۲۲ ژوئن ۱۹۶۳) وزنه‌بردار اهل عراق بود.